# Diplycosia schultzei
Diplycosia schultzei là một loài thực vật có hoa trong họ Thạch nam. Loài này được Schltr. mô tả khoa học đầu tiên năm 1918.